# Мишел Ларшер де Брито
Мишел Каролина Ларшер де Брито (родена на 29 януари 1993 г. в Лисабон) е португалска професионална тенисистка.
През 2007 г. Ларшер де Брито печели Ориндж Боул (до 18 г.). Тя има 3 титли на сингъл от календара на ITF в кариерата си. На 6 юли 2009 г. заема рекордното за нея 76–то място на сингъл в света, а на 28 февруари 2011 г. е номер 535 на двойки. На Ролан Гарос 2009 Ларшер де Брито става първата португалска тенисистка, участвала в основната схема на турнир от Големия шлем. Тя стига до трети кръг, където отстъпва на Араван Резаи в два сета. Мишел записва участия в трети кръг още два пъти в турнири от Големия шлем — Уимбълдън 2013 и Уимбълдън 2014, като дори през 2013 г. във втори кръг побеждава шампионката от Уимбълдън 2004 и бивша номер 1 Мария Шарапова с 6–3, 6–4. Ларшер де Брито играе за отбора на Португалия на Фед Къп, а отношението ѝ победи–загуби е 19–12.

## Лични данни
Баща ѝ се казва Антонио, той е португалец от Ангола и e треньор на Мишел; майка ѝ се казва Каролина и е от Република Южна Африка; братята ѝ са Себастиан и Сергио (те са близнаци, четири години по-големи от нея); има куче на име Армани (хъски). Започва да играе на 3-годишна възраст. Владее португалски и английски. Любимият ѝ певец е Джъстин Тимбърлейк; любимият ѝ филм е „Когато звънне непознат“; любимата ѝ книга – „Шифърът на Леонардо“. Обича да чете, да си разхожда кучето и да пазарува. Почитателка е на Моника Селеш, Мартина Хингис и Рафаел Надал.

## Класиране в ранглистата в края на годината
| Година | 2007 | 2008 | 2009 | 2010 | 2011 | 2012 | 2013 |
| ------ | ---- | ---- | ---- | ---- | ---- | ---- | ---- |
| Номер  | 312  | 124  | 116  | 205  | 173  | 116  | 109  |

## ITF Финали

### Сингъл: 6 (3–3)
| Легенда          |
| ---------------- |
| $100 000 турнири |
| $75 000 турнири  |
| $50 000 турнири  |
| $25 000 турнири  |
| $15 000 турнири  |
| $10 000 турнири  |

| Финали по настилка |
| ------------------ |
| Твърда (3–2)       |
| Клей (0–1)         |
| Трева (0–0)        |
| Мокет (0–0)        |

| Изход      | No. | Дата              | Турнир              | Настилка | Опонентка         | Резултат           |
| ---------- | --- | ----------------- | ------------------- | -------- | ----------------- | ------------------ |
| Шампионка  | 1.  | 31 януари 2011    | Ранчо Санта Фе, САЩ | Твърда   | Мадисън Бренгъл   | 3–6, 6–4, 6–1      |
| Финалистка | 1.  | 25 април 2011     | Шарлотсвил, САЩ     | Клей     | Стефани Дюбоа     | 6–1, 6–7(5–7), 1–6 |
| Шампионка  | 2.  | 24 октомври 2011  | Баямон, Пуерто Рико | Твърда   | Моника Пуиг       | 6–3, 6–2           |
| Финалистка | 2.  | 7 ноември 2011    | Финикс, САЩ         | Твърда   | Сесил Каратанчева | 1–6, 5–7           |
| Шампионка  | 3.  | 13 февруари 2012  | Сърпрайз, САЩ       | Твърда   | Клер Фойерщайн    | 6–1, 6–3           |
| Финалистка | 3.  | 28 септември 2014 | Лас Вегас, САЩ      | Твърда   | Мадисън Бренгъл   | 1–6, 4–6           |